# Desoria neglecta
Desoria neglecta är en urinsektsart som först beskrevs av Jacob Christian Schäffer 1900.  Desoria neglecta ingår i släktet Desoria, och familjen Isotomidae. Arten är reproducerande i Sverige.